# Manfred Scheuer
Manfred Scheuer (Haibach ob der Donau, Alta Austria, 10 de agosto de 1955) es un obispo católico austriaco. Desde el 18 de noviembre de 2015 se desempeña como obispo de Linz, y desde 2020 ocupa el puesto de vicepresidente de la Conferencia Episcopal de Austria.

## Biografía
Tras sus estudios filosóficos y teológicos en la Pontificia Universidad Gregoriana, el 10 de octubre de 1980 fue ordenado sacerdote por el cardenal Joseph Schröffer. Asistente en el Instituto de Teología Dogmática y Ecuménica de la Universidad de Friburgo de Brisgovia, donde obtuvo su doctorado, es también director espiritual del seminario mayor de Linz y profesor de espiritualidad. Profesor de Teología Dogmática en la Escuela Superior Filosófico-Teológica de Sankt Pölten, también fue profesor de Teología Dogmática en la Facultad de Teología de Tréveris.
El 21 de octubre de 2003, el Papa Juan Pablo II lo nombró obispo de Innsbruck; la consagración episcopal tuvo lugar el 10 de diciembre siguiente a manos del arzobispo Alois Kothgasser, siendo co-consagradores los obispos Maximilian Aichern y Reinhold Stecher.
El 18 de noviembre de 2015 el Papa Francisco lo trasladó a la diócesis de Linz.
El 16 de junio de 2020 fue elegido vicepresidente de la Conferencia Episcopal de Austria; sucediendo al arzobispo Franz Lackner, quien fue elegido presidente del mismo organismo.